# Алферьевский сельсовет (Волоколамский район)
Алферьевский сельсовет — упразднённая административно-территориальная единица, существовавшая на территории Московской губернии и Московской области в 1924—1954 годах.
Алферьевский сельсовет был образован в 1924 году в составе Яропольской волости Волоколамского уезда Московской губернии путём выделения из Ильинского с/с.
По данным 1926 года в состав сельсовета входили 3 населённых пункта — Т. Алферьево, Б. Алферьево и М. Алферьево.
В 1929 году Алферьевский сельсовет был отнесён к Волоколамскому району Московского округа Московской области. При этом к нему был присоединён Владычинский с/с.
17 июля 1939 года к Алферьевскому сельсовету был присоединён Спасс-Помазкинский сельсовет. Одновременно центр Алферьевского с/с был перенесён в село Владычино (позднее центр сельсовета был возвращён в Алферьево).
4 января 1952 года Алферьево было передано в Кашинский с/с, а Владычино — в Щёкинский с/с.
14 июня 1954 года Алферьевский сельсовет был упразднён. При этом его территория была передана в Ярополецкий сельсовет.